# Hemishofen
Hemishofen ist eine politische Gemeinde des Kantons Schaffhausen in der Schweiz. Im Osten verläuft die Grenze zwischen Deutschland und der Schweiz.

## Geschichte
Hemishofen war lange Zeit im Besitz der Freiherrn von Hohenklingen, die auch Gerichtsherren im Ort waren. Zusammen mit dem Städtchen Stein am Rhein und den Gemeinden Ramsen und Dörflingen wurde Hemishofen 1798 in der Helvetischen Republik dem Kanton Schaffhausen zugeteilt. Bis anhin gehörten sie zu Zürich.
Bei der Eisenbahnbrücke im Wäldchen "Tschungel" ereignete sich am 17. Juni 1944 das Minenunglück von Hemishofen – ein Explosionsunfall, bei dem zehn Soldaten der Schweizer Armee das Leben verloren.

Historisches Luftbild von Werner Friedli von 1954

Am 20. Juli 1944, kurz nach 10.10 Uhr, stürzte eine B-24 Liberator der US Air Force führerlos in den Vorderen Öözebärg, einem Ausläufer des Wolkensteins, direkt auf die schweizerisch-deutsche Landesgrenze und explodierte. Die Maschine war auf dem Rückflug von einem Angriff auf die Rüstungswerke in Friedrichshafen zu seiner italienischen Basis. Nach einem Treffer der deutschen Fliegerabwehr bildeten sich im Inneren des Flugzeugs Benzindämpfe. Die zehnköpfige Besatzung sprang zwischen Kreuzlingen und Berlingen aus dem Flugzeug. Sechs Besatzungsmitglieder wurden an ihren Fallschirmen nach Deutschland abgetrieben, ein Mann wurde im Flugzeugwrack tot aufgefunden. Drei Soldaten landeten an ihren Fallschirmen im Untersee. Thurgauer Fischer konnten trotz Bedrängung durch ein deutsches Patrouillenboot zwei Besatzungsmitglieder retten, der dritte ertrank. Die beiden Überlebenden wurden bis Kriegsende in der Schweiz interniert.

## Wappen
Blasonierung
Gespalten von gelb und rot, belegt mit stilisiertem, grünem aus dem Schildfuss wachsenden Eichenbaum mit fünf Blättern.
Das alte Wappen der Gemeinde zeigte eine kombinierte Darstellung von einem Freiheitsaltar mit Freiheitshut und einem Kriegsknecht. Es war ein typisches Symbol aus der Zeit der Helvetik (1798–1803). Diese Symbole waren auf vielen Siegeln jener Zeit zu sehen und wurden im Laufe der Zeit als das eigentliche Wappen angesehen. Da es jedoch vollständig unheraldisch ist, wurde bei der Bereinigung 1950 ein neues Wappen vorgeschlagen. Man orientierte sich dabei am Wappen der Freiherrn von Hohenklingen, die lange Zeit Besitzer und Gerichtsherren des Dorfes waren, welches die stilisierte Eiche trug. Als Schildfarbe wurde erst die Farben von Stein am Rhein (blau-rot) vorgeschlagen, schliesslich aber die Tingierung gelb-rot gewählt.

## Verkehr
Zwei Brücken überspannen bei Hemishofen den Rhein. Die Strassenbrücke überführt die Hauptstrasse 332 und die Eisenbahnbrücke der Museumsbahnlinie von Etzwilen nach Singen. Der Personenverkehr auf der 1875 eröffneten Bahnlinie von Winterthur nach Singen wurde im Juni 1969 auf Busbetrieb umgestellt. In den 1970er Jahren erlebte die Linie nochmals ein Comeback für den Güterverkehr. Durch den Entscheid, den gesamten Güterverkehr zwischen Winterthur und Singen über Schaffhausen abzuwickeln, wurde die Linie aber definitiv zu einem Industriegleis degradiert. Heute nutzt der Verein zur Erhaltung der Eisenbahnlinie Etzwilen-Singen die Linie als Museumsbahn und bietet im Sommer Dampffahrten an.

## Tourismus und Sehenswürdigkeiten
- Wolkensteinerberg